# Redbridge (stacja metra)
Redbridge – stacja londyńskiego metra położona na trasie Central Line pomiędzy stacjami Wanstead a Gants Hill. Znajduje się w dzielnicy Redbridge w gminie London Borough of Redbridge, w czwartej strefie biletowej. Stacja funkcjonuje od 14 grudnia 1947 W 2010 roku obsłużyła 2,610 miliona pasażerów.
Budynek stacji jest jednym z 16 stacji metra w Londynie umieszczonych 26 lipca 2011 roku na liście zabytków. Platformy stacji znajdują się zaledwie 7,9 metra pod powierzchnią ziemi.

## Połączenia
Stacja obsługiwana jest przez autobusy linii 66, 145, 366 i N8.

## Galeria

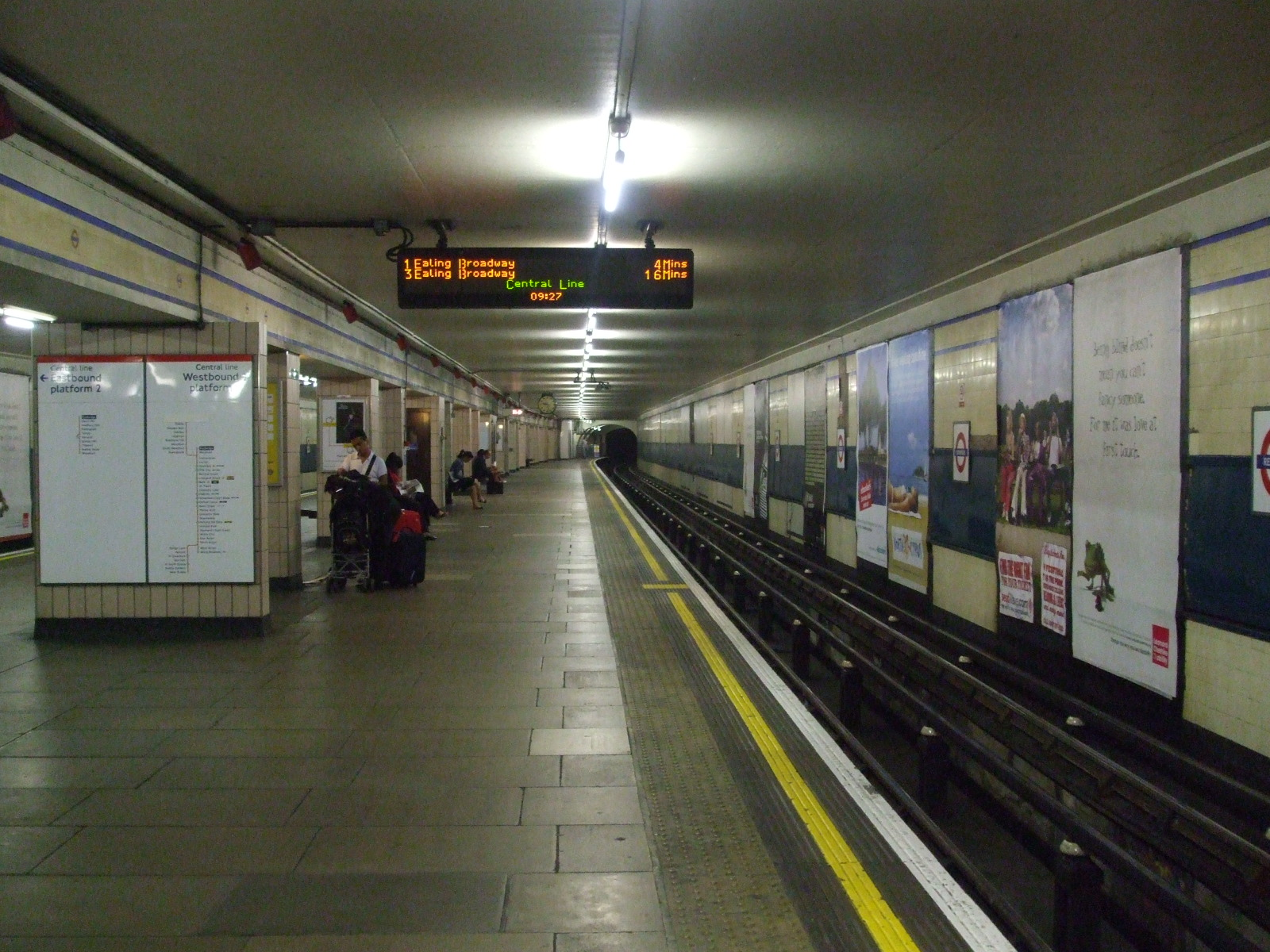
Platfoma w kierunku zachodnim
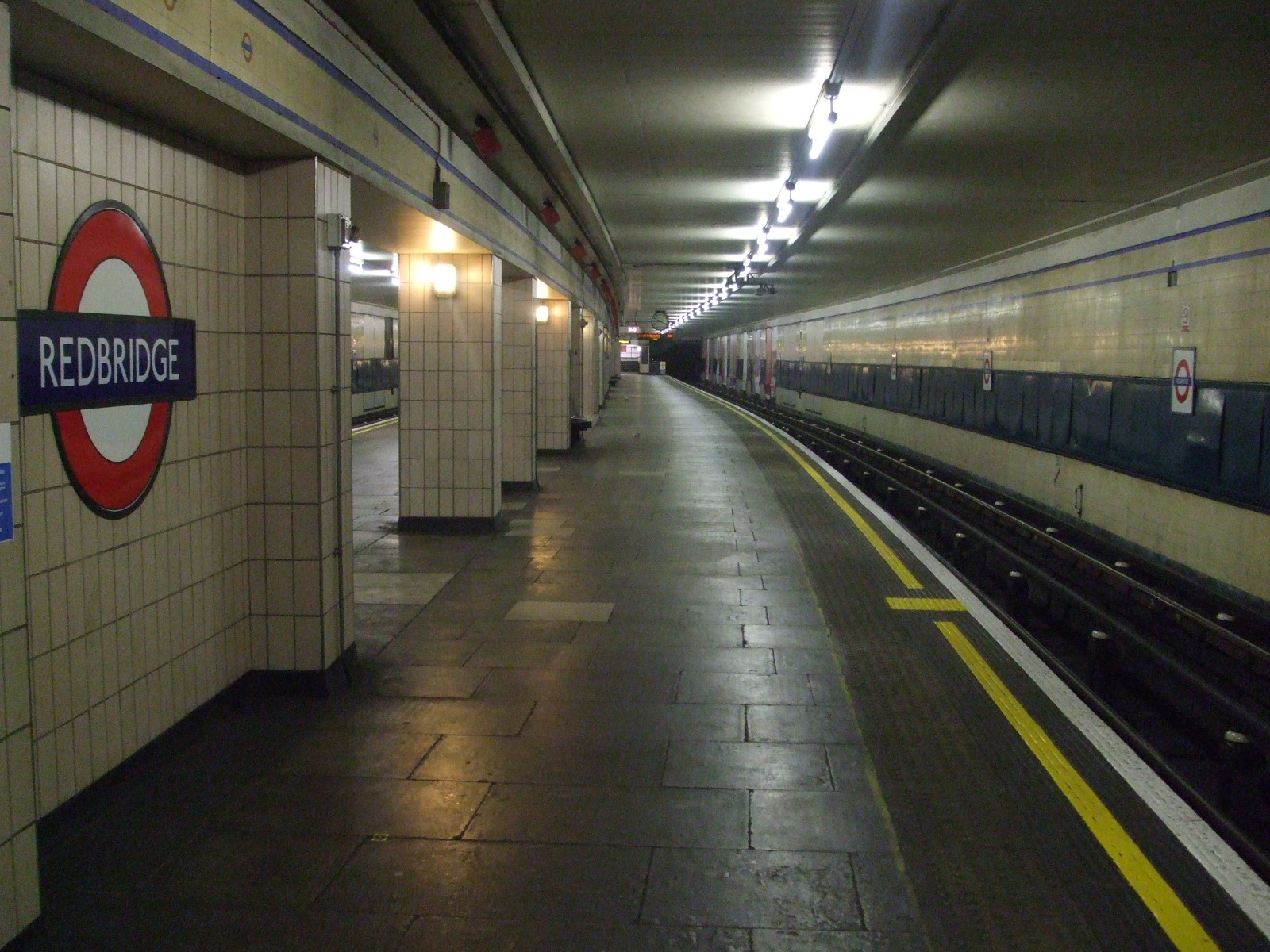
Platfoma w kierunku wschodnim
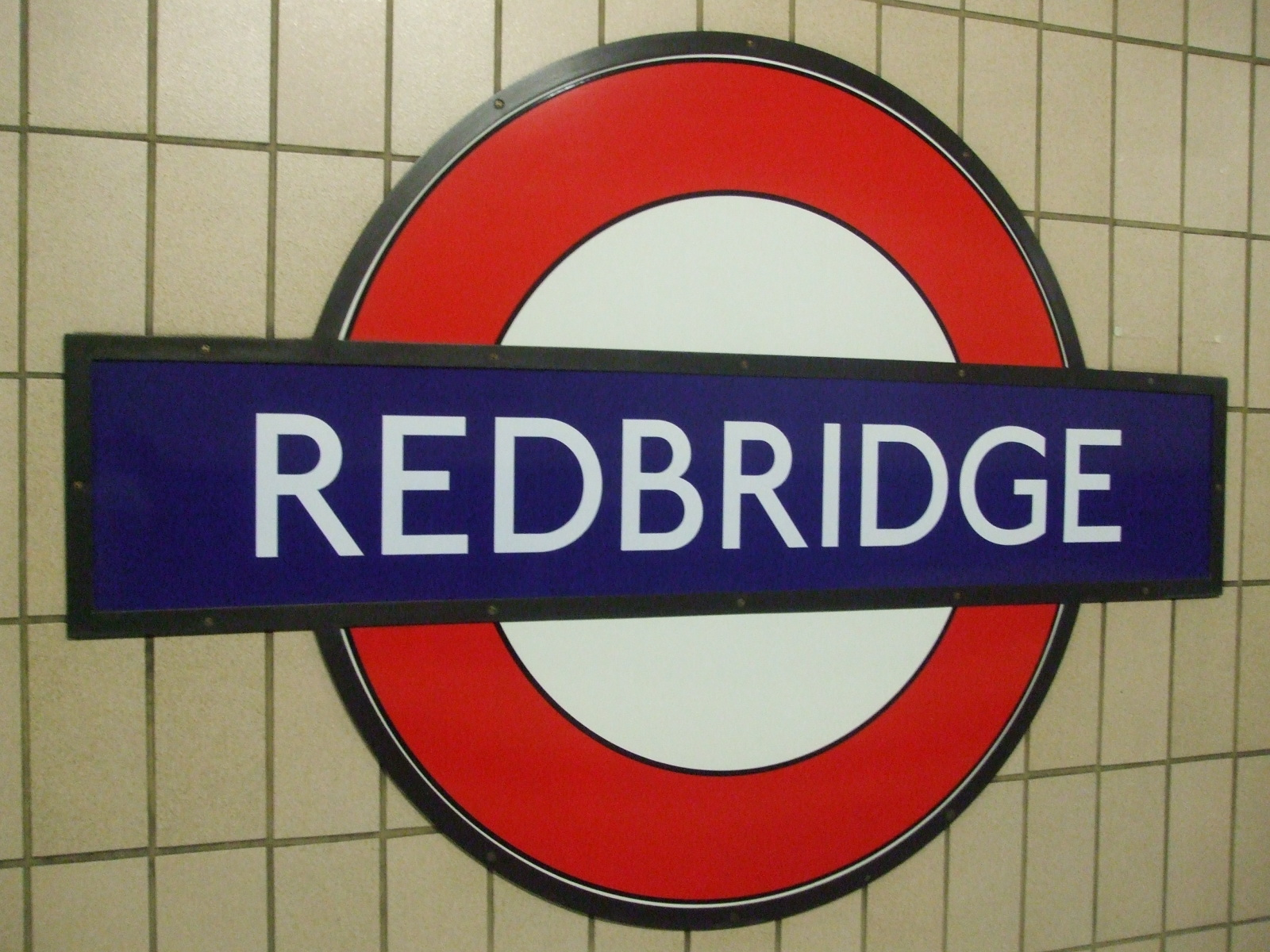
Symbol stacji
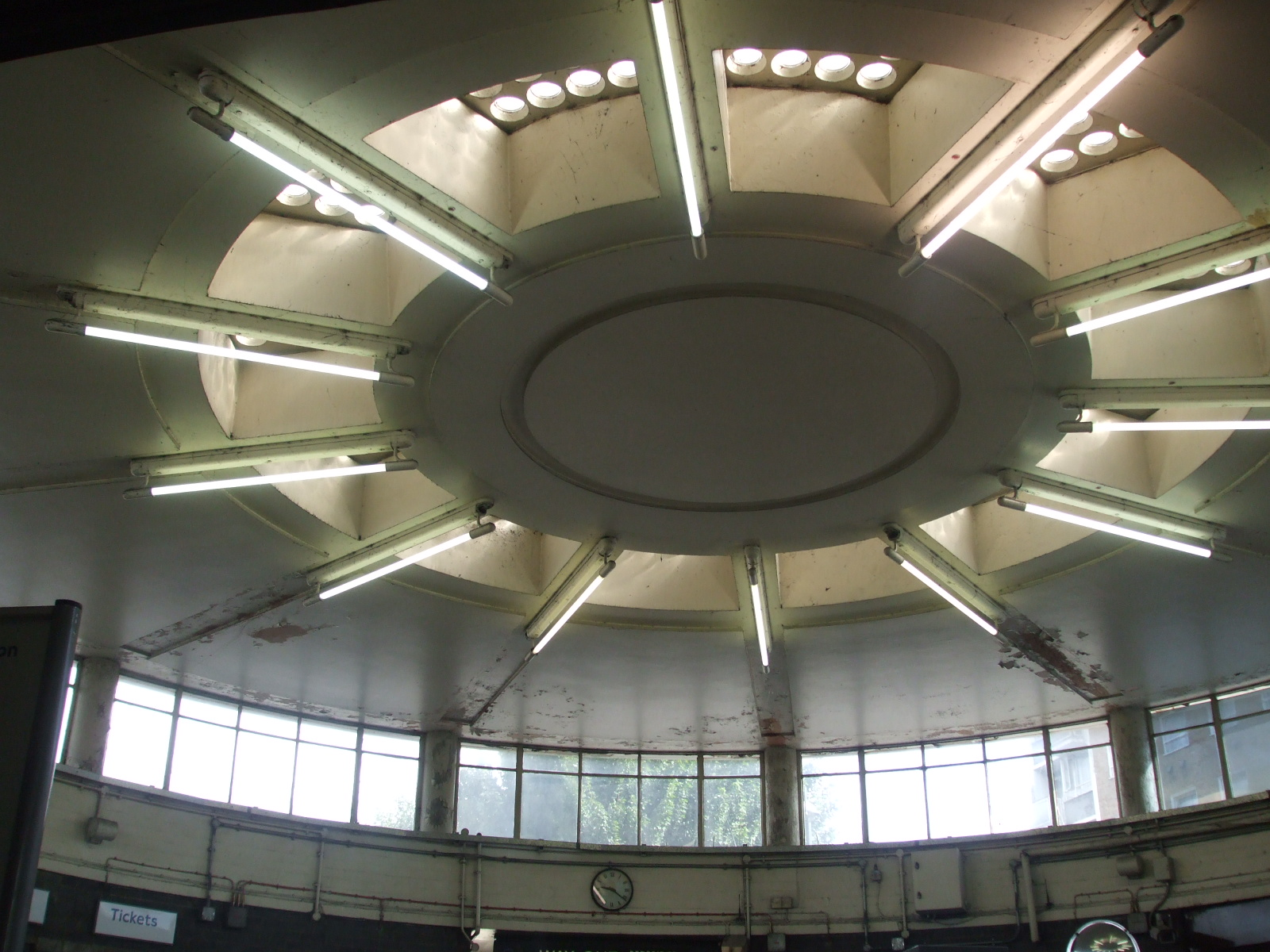
Sufit w hali biletowej